# Barville (Vosges)
Barville település Franciaországban, Vosges megyében. Lakosainak száma 80 fő (2022. január 1.). Barville Houéville, Soulosse-sous-Saint-Élophe, Vouxey, Attignéville, Autigny-la-Tour, Harchéchamp és Neufchâteau községekkel határos.

## Népesség
A település népességének változása:
| Lakosok száma | 88   | 89   | 91   | 91   | 95   | 96   | 91   | 85   | 80   |
|               | 2013 | 2015 | 2016 | 2017 | 2018 | 2019 | 2020 | 2021 | 2022 |